# ガーランド迫撃砲

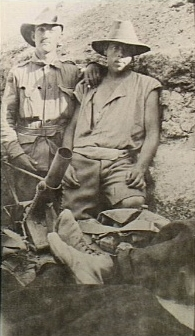
オーストラリア軍第6大隊(6th Battalion)の写真

ガーランド迫撃砲(Garland Mortar)とは第一次世界大戦でオーストラリア軍が使用した迫撃砲である。
木製の台座に砲身が仰角45度固定で取り付けられた簡単な構造をしている。

## スペック
- 口径：65mm
- 仰角：45度固定
- 高さ：370mm
- 長さ：400mm
- 幅：200mm